# Rymosia fosteri
Rymosia fosteri är en tvåvingeart som beskrevs av Chandler 1994. Rymosia fosteri ingår i släktet Rymosia och familjen svampmyggor. Inga underarter finns listade i Catalogue of Life.